# Border Wars (2012)
Border Wars 2012 foi um evento no formato internet pay-per-view produzido pela Ring of Honor (ROH) em 12 de maio de 2012, em Toronto, Ontário. Na luta principal, tivemos a dream match entre Davey Richards e Kevin Steen pelo Campeonato Mundial da ROH.

## Resultados
| No.                                      | Resultados | Estipulação                                                               | Tempo |
| ---------------------------------------- | --- | ------------------------------------------------------------------------- | ----- |
| Dark                                     | Grizzly Redwood derrotou Delirious                                                                                            | Luta simples                                                              | 11:01 |
| 1                                        | Eddie Edwards derrotou Rhino (c/ Truth Martini)                                                                               | Luta simples                                                              | 11:01 |
| 2                                        | The All-Night Express (Kenny King e Rhett Titus) e T.J. Perkins derrotaram The Young Bucks (Matt e Nick Jackson) e Mike Mondo | Luta de trios                                                             | 12:58 |
| 3                                        | Jay Lethal derrotou Tommaso Ciampa                                                                                            | Luta simples                                                              | 10:52 |
| 4                                        | Lance Storm derrotou Mike Bennett (c/ Maria Kanellis)                                                                         | Luta simples                                                              | 12:35 |
| 5                                        | Michael Elgin derrotou Adam Cole                                                                                              | Luta simples                                                              | 13:55 |
| 6                                        | Roderick Strong (c) (c/ Truth Martini) derrotou Fit Finlay                                                                    | Luta simples pelo ROH World Television Championship                       | 17:16 |
| 7                                        | Wrestling's Greatest Tag Team (Shelton Benjamin e Charlie Haas) derrotaram The Briscoe Brothers (Jay e Mark Briscoe) (c)      | Luta Sem Honra (Fight Without Honor) pelo ROH World Tag Team Championship | 14:31 |
| 8                                        | Kevin Steen derrotou Davey Richards (c)                                                                                       | Luta simples pelo ROH World Championship                                  | 24:25 |
| (c) – refere-se ao campeão antes da luta | |                                                                           |       |